# Afganisztán hadereje
Az Afgán Fegyveres Erők (angolul: Afghan Armed Forces) az afgán iszlám köztársaság fegyveres ereje. A hadsereg a szárazföldi erőkből és a légierőből áll. Mivel Afganisztán szárazföldi ország, nem rendelkezik haditengerészettel. A Nemzetközi Hadsereg Parancsnokságának központja a fővárosban, Kabulban van. Az afgán hadsereg körülbelül 200.000 aktív katonával rendelkezik, ami várhatóan eléri a 260.000 főt 2015-re.
Az afgán hadsereg 1709-ben alakult meg, amikor a Hotaki dinasztia vezetésével létrejött a Kandahar, majd a Durrani birodalom.